# Ammerahalli, Kolar
Ammerahalli là một làng thuộc tehsil Kolar, huyện Kolar, bang Karnataka, Ấn Độ.